# ウィリアム・ストリート (マンハッタン)
座標: 北緯40度42分29.47秒 西経74度0分28.28秒 / 北緯40.7081861度 西経74.0078556度

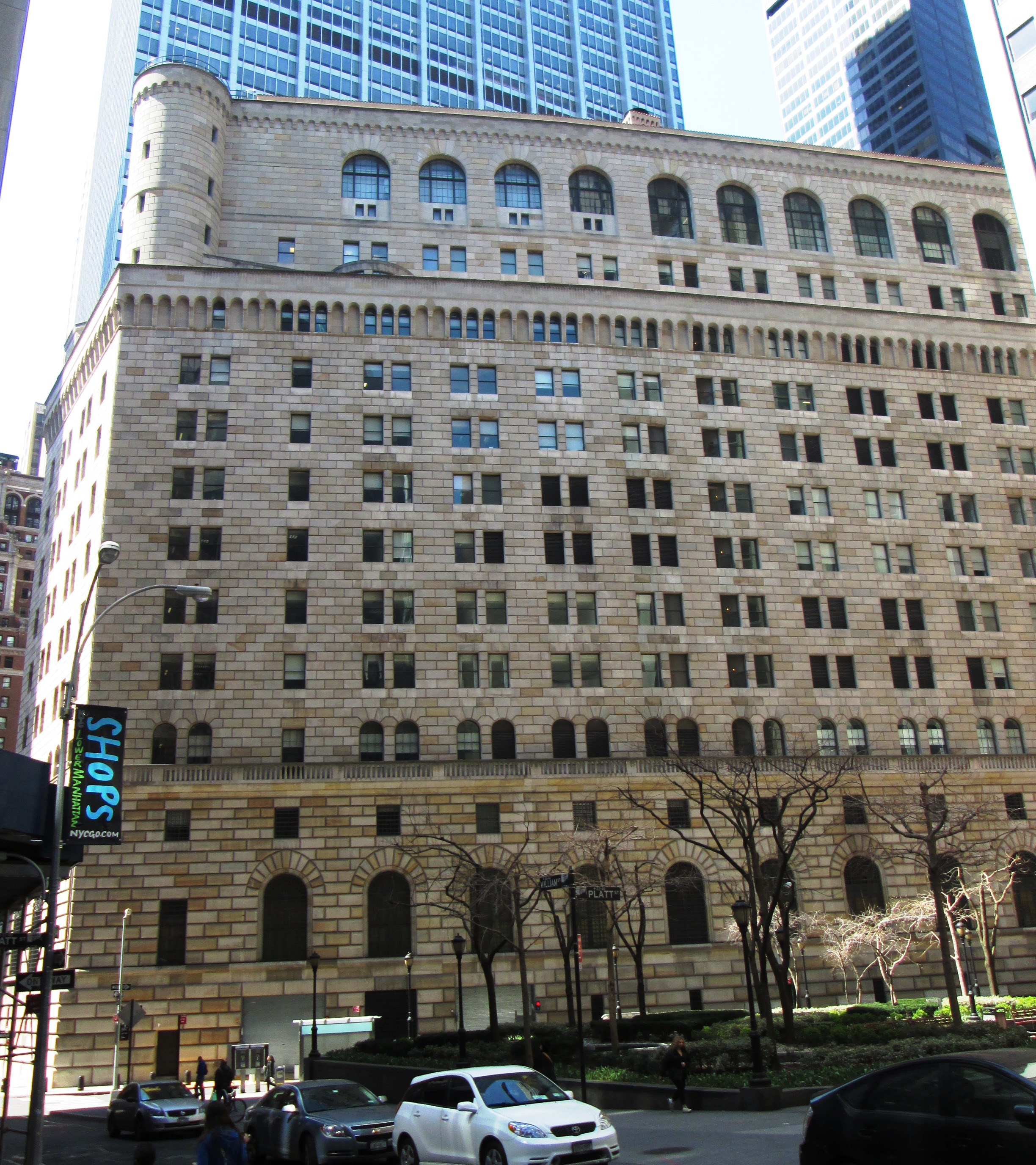
ニューヨーク連邦準備銀行

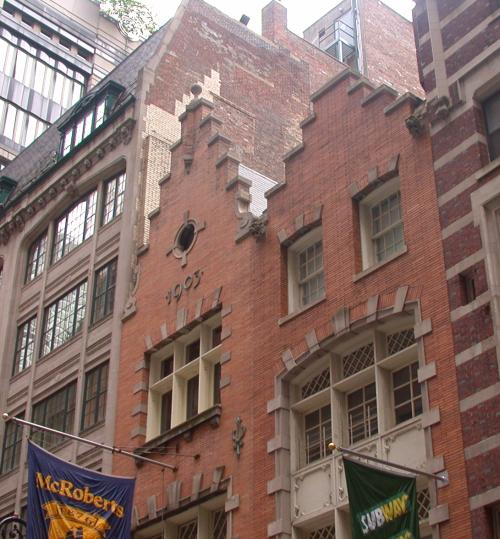
サウス・ウィリアム・ストリート 13-15

ウィリアム・ストリート (William Street) は、ニューヨーク市ロウアー・マンハッタンのフィナンシャル・ディストリクトを走る通りである。この通りはマンハッタンで最も古い通りの一つであり、1660年のニューアムステルダムのカステッロ地図にも描かれている。この通りは、基本的に南西から北東への一方通行であり、途中でウォール・ストリートと交差する。南端はブロード・ストリートと突き当たる地点で、北端はスプルース・ストリート (Spruce Street) と突き当たる地点である。ビーバー・ストリート (Beaver Street) とブロード・ストリートの間の区間はサウス・ウィリアム・ストリート (South William Street) と呼ばれている。ビークマン・ストリート (Beekman Street) とスプルース・ストリートの間のニューヨーク・ダウンタウン病院 (en) の前の区間は歩行者専用となっている。

## 歴史
この通りの名前は、ピーター・ストイフェサントの同乗者として1647年にニューアムステルダムにやって来たWillem Beekmanから付けられている。Beekmanはオランダ西インド会社の事務官としてキャリアを始め、後に市長を9期務めた。
ウィリアム・ストリートおよびサウス・ウィリアム・ストリートは、オランダ統治時代はそれぞれSmee StraetおよびSlyck Straetと呼ばれていた。また1800年代半ばまでは、それぞれSmith StreetおよびMill Streetと呼ばれていた。

## 建築物
この通り沿いの建物はこの地域の財政基盤となっている。それらの用途は、高級コンドミニアム、オフィス、そして少なくとも一つのカンファレンス・センターなどである。主な建物を以下に示す：
- 85 Broad Street（ゴールドマン・サックス）
- デルモニコス・レストラン
- 20 エクスチェンジ・プレイス
- 55 ウォール・ストリート
- 48 ウォール・ストリート
- ワン・チェース・マンハッタン・プラザ
- 33 リバティ・ストリート (en)（ニューヨーク連邦準備銀行ビル）
- ニューヨーク・ダウンタウン病院 (en)
- ペース大学 (en)
- ニュースクール大学キャンパス
- 勝利の聖母教会 (マンハッタン) (en)

## 交通機関
IRTブロードウェイ - 7番街線（2 3 トレイン）はウィリアム・ストリートの地下を走っており、ウォール・ストリート駅とフルトン・ストリート駅がこの通り沿いにある。